# ザック・ブライアン
ザック・ブライアン（英語: Zach Bryan、1996年4月2日 - ）は、アメリカ合衆国のシンガーソングライター。

## 生い立ち
1996年4月2日、日本の沖縄県に生まれる。

## ディスコグラフィー

### アルバム
- 『DeAnn』（2019年）[5][6]
- 『Elisabeth』（2020年）[7]
- 『American Heartbreak』（2022年）[8]
- 『Zach Bryan』（2023年）[9]
- 『The Great American Bar Scene』（2024年）[10]

### シングル
- 「Heading South」（2019年）
- 「Oklahoma City」（2020年）
- 「From Austin」（2022年）
- 「Highway Boys」（2022年）
- 「Late July」（2022年）
- 「Something in the Orange」（2022年）
- 「Open the Gate」（2022年）
- 「Burn, Burn, Burn」（2022年）
- 「Starved」
- 「Dawns」（2023年）
- 「I Remember Everything」（2023年）
- 「Pink Skies」（2024年）
- 「This World's a Giant」（2024年）
- 「High Road」（2024年）